# Lewis Sheldon
Lewis Pendleton Sheldon (Rutland, Vermont, 9 de juny de 1874 - Biarritz, Lapurdi, 18 de febrer de 1960) va ser un atleta estatunidenc que va prendre part en els Jocs Olímpics de París de 1900.
En aquests Jocs va guanyar dues medalles de bronze, en la prova del Triple salt i en el Salt d'alçada aturat. També participà en el Salt de llargada aturat i en el Triple salt aturat en què acabà en quarta posició.
Era germà de Richard Sheldon, també medallista olímpic a París.

## Millors marques
- Salt de llargada. 6,92 m, el 1895
- Triple salt. 13,64 m, el 1900[1]